# Tetrastigma lineare
Tetrastigma lineare är en vinväxtart som beskrevs av Wen Tsai Wang och C. Y. Wu & C.L. Li. Tetrastigma lineare ingår i släktet Tetrastigma och familjen vinväxter. Inga underarter finns listade i Catalogue of Life.